# Liberty Belle
Pour plus de détails, voir Fiche technique et Distribution.
Liberty Belle est un film français réalisé par Pascal Kané et sorti en 1983.

## Synopsis
À la fin de la guerre d'Algérie, un étudiant s'engage dans des activités politiques clandestines.

## Fiche technique
- Titre Liberty Belle
- Réalisation : Pascal Kané
- Assistant-réalisateur : Philippe Leriche
- Scénario : Pascal Bonitzer, Pascal Kané
- Photographie : Robert Alazraki
- Son : Philippe Lemeunuel , Claude Gazeau ,
- Décors : Régis des Plas
- Production :	 Films A2, Les Films du Losange, Gaumont, Hachette Première
- Musique : Georges Delerue
- Montage : Martine Giordano
- Durée : 112 minutes
- Pays :  France
- Genre : drame
- Dates de sortie :
  - France : 14 septembre 1983
  - États-Unis : 8 novembre 1983 (Festival international du film de Chicago)

## Distribution
- Jérôme Zucca : Julien
- Dominique Laffin : Elise
- André Dussollier : Vidal
- Philippe Caroit : Gilles
- Jean-Pierre Kalfon : Brinon
- Anouk Ferjac : la mère
- Bernard-Pierre Donnadieu : Yvon
- Maurice Vallier : le censeur
- Fred Personne : le pasteur
- Anne-Laure Meury : Corinne
- Marcel Ophüls : le professeur d'allemand
- Juliette Binoche : la fille du rallye
- Luc Béraud : le surveillant du lycée
- Humbert Balsan : le joueur de poker
- Luc Moullet : le clochard
- Pascal Bonitzer : le client
- Philippe Faure : Poulaille
- Jean-François Vlerick : Boris
- Francis Frappat : Wagner
- Gilles Katz : Marcel
- Bernard Cazassus : le gendarme
- Mireille Amiel : la patronne du restaurant
- Didier Agostini : Pilou
- Laurent Arnal : Cousti
- Denis Chérer : Armand
- Laurence Claverie : l'amie d'Armand
- Jean-Pierre Lebrun : Dieudonné
- Antoine Mosin : le patron de l'hôtel du sourire
- Lydie Pruvot : la secrétaire du lycée
- Jérôme Sarrazin : Saint-Tub
- Jean-Claude Vogel : Bénichou
- Jean de Trégomain : le barman du "Carré d'as"

## Réception
Le film a fait scandale en représentant un mac-mahonien en auxiliaire de l'OAS. À l'exception de Michel Mourlet, les mac-mahoniens n'étaient pourtant pas spécialement à droite.